# Ik wou dat ik jou was
Ik wou dat ik jou was is de debuutsingle van het Nederlandse cabaret- en zangduo Veldhuis & Kemper. Het is afkomstig van hun debuutalbum Half zo echt.
Het nummer gaat over twee jonge mannen. De één is een lieve gevoelige jongen die echter nooit een echte relatie heeft omdat alle vrouwen hem als een vriend of broertje zien en niet als serieuze partner. De ander is een player die de ene na de andere verovering maakt maar die dit verveelt omdat hij het steeds meer als inhoudsloos ervaart. Daarom zouden ze graag met elkaar van rol wisselen als dat zou kunnen.
"Ik wou dat ik jou was" is veruit de grootste hit van Veldhuis & Kemper en was in 2003 het meest gedraaide Nederlandstalige nummer. Ook werd het verkozen tot het op drie na beste Nederlandstalige nummer aller tijden door De Telegraaf en Sky Radio. De single heeft in Nederland de dubbelplatina status.

## Andere versies
In 2003 werd het nummer "Ik dacht dat jij een vrouw was" van De Hooglanders uitgebracht. Dit nummer is een parodie op het oorspronkelijke nummer.
In 2022 werd het nummer in de Vlaamse muzikale jeugdserie #LikeMe opgevoerd door de personages Scott en Yemi.
In het satirische televisieprogramma Even tot hier van 7 december 2024 brachten Veldhuis en Kemper, verkleed als Sinterklaas en Sunneklaas, een variant op de tekst "Ik wou dat ik jou was" waarin de brave en de griezelige Sint zongen dat ze zo graag eens de ander wilde zijn.

## NPO Radio 2 Top 2000
| Nummer met noteringen in de NPO Radio 2 Top 2000 | '07 | '08 | '09 | '10 | '11 | '12 | '13 | '14 | '15  | '16  | '17  | '18  | '19  | '20  | '21 | '22  | '23  | '24  |
| ------------------------------------------------ | --- | --- | --- | --- | --- | --- | --- | --- | ---- | ---- | ---- | ---- | ---- | ---- | --- | ---- | ---- | ---- |
| Ik wou dat ik jou was                            | 683 | -   | 761 | 849 | 763 | 900 | 888 | 924 | 1013 | 1158 | 1068 | 1016 | 1001 | 1073 | 963 | 1160 | 1202 | 1292 |

1. ↑  Een '-' betekent dat het nummer niet was genoteerd en een vetgedrukt getal geeft de hoogste notering aan.
2. ↑  2007 was het eerste jaar met een notering voor dit nummer.